# Bowers Gifford
Bowers Gifford är en ort i civil parish Bowers Gifford and North Benfleet, i distriktet Basildon i grevskapet Essex i England. Orten är belägen 4 km från Basildon. Parish hade 468 invånare år 1931. År 1937 blev den en del av den då nybildade Billericay. Byn nämndes i Domedagsboken (Domesday Book) år 1086, och kallades då Bura.